# Gampern
Gampern est une commune autrichienne dans le district de Vöcklabruck de l'État de Haute-Autriche. En 2005 elle comptait 2 535 habitants.

## Lieux et monuments

### L'église de Gampern

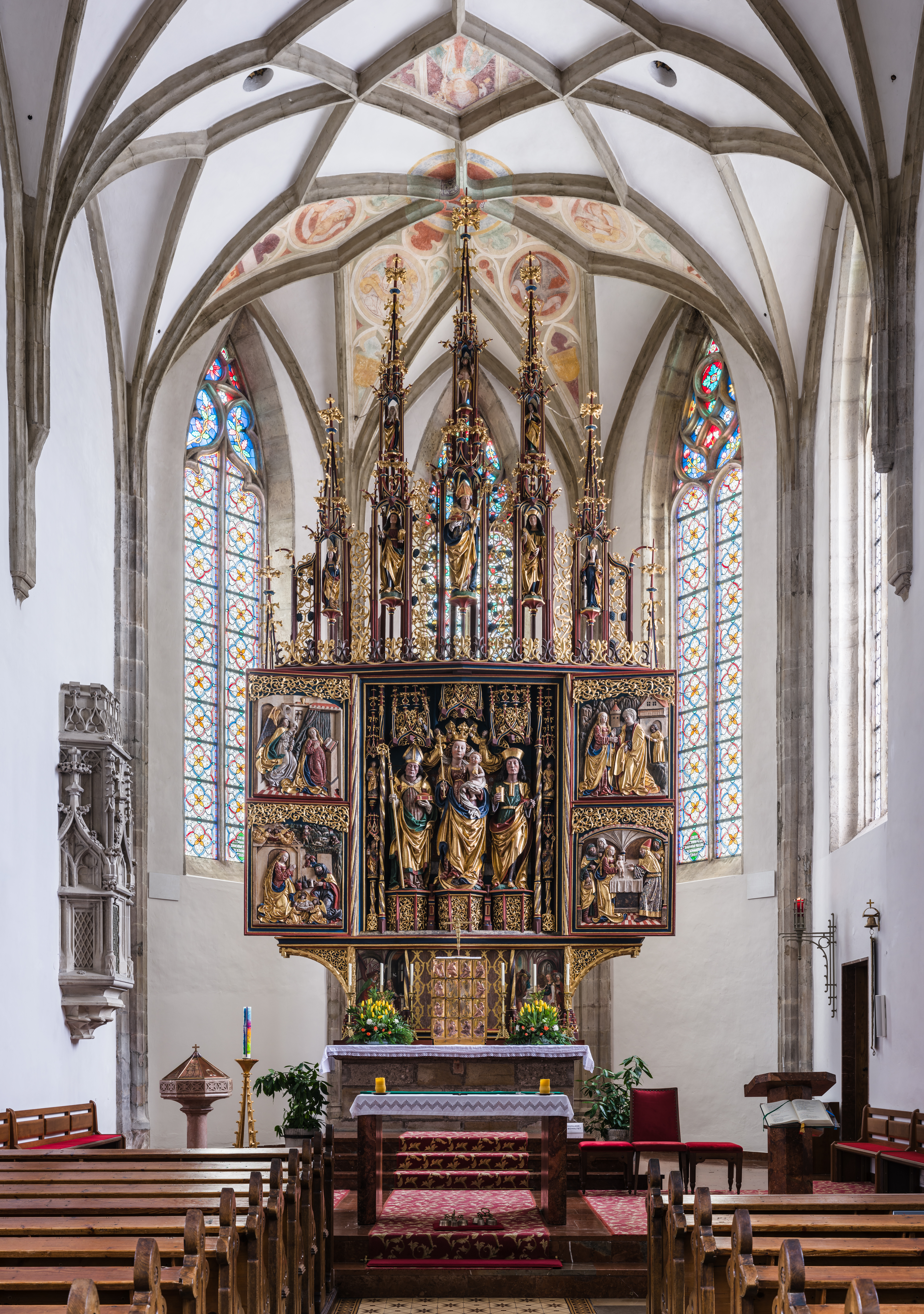
L'autel de l'église de Gampern, réalisé par Lienhart Astl, dans les années 1490–1500.

L'édification de l'église a commencé vers 1480. La question du maître d'œuvre n'est toujours pas tranchée. A en croire Pillwein (1830), ce serait Hans von Pollheim de Wartburg. Selon Buchowiecki, il s'agirait de Stefan Wultinger de Wilding. La première attestation écrite de l'église date de 1887 et a été rédigée par le révérend Geisterberger.
Le patron de l'église de Gampern est Saint Rémi, patron des églises mérovingiennes. Rémi a encouragé le roi des Francs Clovis à se convertir au christianisme.
Le triptyque gothique, le troisième de Haute-Autriche par sa taille, présente entre autres une image de Saint Rémi l'Evangile et un morceau de pain (le pain pour le corps et l'âme) dans la main gauche et la crosse dans la main droite, portant l'habit sacerdotal avec la colombe. Ce triptyque, dont le donateur est le chanoine Canonicus Wilhelm de Nothaft, a été construit entre 1497 et 1507.